# Order of the Holy Paraclete

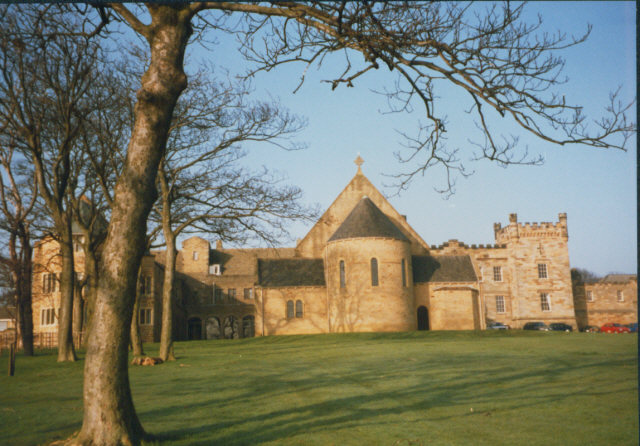
St. Hilda's Priory

Order of The Holy Paraclete (OHP), ungefär Helgeandsorden, är en anglikansk kommunitet och kloster. Kommuniteten grundades 1915 av Margaret Cope (1886–1961). Mellan 1915 och 2019 hade man sitt moderhus i klostret St. Hilda's Priory som då var beläget i Sneaton Castle utanför Whitby i England.. Slottet såldes 2018 och klostret flyttade då till nya lokaler.

## Historik
Moder Margaret var novis vid kommuniteten Community of St Peter i Horbury. Då första världskriget bröt ut 1914 bestämde systrarna sig för att stänga den flickskola, St Hilda's School, som man dittills drivit. Moder Margaret gick i retreat vid Rievaulx Abbey och beslöt sig för att starta en ny skolorden med syfte att driva utbildningen vidare. I januari 1915 öppnades St Hilda's School på nytt, denna gång i slottet Sneaton Castle i Whitby. Den nya orden fick det tillfälliga namnet The Society of the Holy Spirit, ungefär Helgeandssällskapet.
Vid den här tiden var Dr Cosmo Lang ärkebiskop av York och i juli 1915 utnämnde han Dr Walter Frere från Community of the Resurrection, ung. Uppståndelsens sällskap, som rådgivare till den nya orden. Broder Frere konstaterade att det i USA redan fanns en orden som kallade sig The Society of the Holy Spirit, och föreslog därför att man skulle anta namnet The Order of the Holy Paraclete.
En provisorisk ordensregel och konstitution godkändes formellt av ärkebiskop Lang i augusti 1917. De första novislöftena avgavs 16 oktober 1917 och följdes av en första kapitelsammankomst då broder Frere avgick som andlig rådgivare och då moder Margaret officiellt valdes till ordens första priorinna. Hennes installation i ämbetet ägde rum senare samma dag.
År 1919 tillsatta orden en kaplan, kyrkoherde G Healey, och kunde därmed börja fira regelbunden mässa. Detta bidrog till att man uppförde ett särskilt kapell, istället för att fira mässa i tornrummet i slottets södra torn, ett rum som endast var tillgängligt via en smal torntrappa. Kapellet har sedan dess flyttats ytterligare en gång och rummet istället tagits i anspråk som refektorium. Det kapell som uppfördes istället för tornrummet var det första av de många byggprojekt som genomfördes för att ge mer utrymme åt systrar och elever.
2 juli 1921 avgav de systrar som dittills varit noviser sina klosterlöften.
Ordensregel och konstitution slutfördes och godkändes i januari 1930 av ärkebiskop William Temple. För att slutföra konstitutionsdokumenten hade moder Margaret biståtts av broder Lucius Carey från Society of St. John the Evangelist.
År 1924 inledde klostret sina första insatser utanför skolan. År 1926 reste de första systrarna till Guldkusten (Ghana) och inledde därmed ordens verksamhet i Afrika.
Prioratet är uppkallat efter St. Hilda of Whitby, Whitbys skyddshelgon, som grundade ett kloster på den så kallade östra klippan år 657. Orden har också filialer på strandklippan i Whitby och i York samt driver St. Oswald's Pastoral Centre in Sleights utanför Whitby. Kommuniteten beskriver sig själva som "aktiva och kontemplerande" och följer Benediktinregeln. Man har varit pionjärer ifråga om utbildnings- och hälsoverksamhet i Ghana sedan 1926 och fortsätter denna verksamhet. Orden arbetar även i Ghana.
År 2018 sålde klostret Sneaton Castle och flyttade sin verksamhet till nybyggda lokaler väster om slottet.

## Priorinnor
- 2005-2015: syster Dorothy Stella
- 2015-ff: syster Carole[4]

### Fotnoter
1. ↑  The Whitby Sisters: A Chronicle of the Order of the Holy Paraclete 1915–2000, av OHP och Rosalin Barker, 2001, ISBN 0-9540617-0-5
2. ↑  Fulfilled in Joy:  The Order of the Holy Paraclete and its Foundress Mother Margaret, av A Foundation Member, pub 1964 Hodder & Stoughton
3. ↑  ”Sneaton Castle for sale for first time since 1915”. Yorkshire Post. 19 September 2018. https://www.yorkshirepost.co.uk/business/sneaton-castle-sale-first-time-1915-252853.
4. ↑  Klostrets webbplats Arkiverad 4 juni 2017 hämtat från the Wayback Machine., läst 13 juni 2017

### Översättning
Den här artikeln är helt eller delvis baserad på material från engelskspråkiga Wikipedia.